# Taina celor două oceane
Taina celor două oceane (în rusă: Тайна двух океанов, Taina dvuh okeanov) este un roman științifico-fantastic din 1938 de Grigori Adamov.  Romanul descrie campania submarinului sovietic Pionier de la Leningrad la Vladivostok prin Atlantic până în Oceanul Pacific.

## Ecranizare
În 1956, un film cu același nume în limba rusă a fost realizat pe baza romanului. Adaptarea filmului a fost amânată pentru anii postbelici, iar punctul culminant al scenariului nu este bătălia Pionierului cu o escadrilă japoneză, ci neutralizarea unei baze de rachete automate a „provocatorilor unui nou război”. Filmul realizat în studioul Georgia-Film de regizorul Konstantine Pipinashvili a avut premiera pe 25 martie 1957.

## Legături externe
- en  Istoria publicării lucrării Taina celor două oceane la Internet Speculative Fiction Database
- en  Istoria publicării lucrării Тайна двух океанов la Internet Speculative Fiction Database
- Taina celor două oceane la fantlab.ru

## Vezi și
- 1938 în științifico-fantastic